# جاي غريفيثز
جاي غريفيثز (بالإنجليزية: Jay Griffiths)‏ هي كاتِبة بريطانية، ولدت في 1965 في مانشستر في المملكة المتحدة.